# رولز-رویس اسپکتر
رولز-رویس اسپکتر (به انگلیسی: Rolls-Royce Spectre) یک خودروی لوکس برقی با باتری با اندازه کامل است که توسط خودروسازی بریتانیایی رولز-رویس موتور کارز ساخته شده‌است. اولین تحویل این خودرو در سه ماهه چهارم ۲۰۲۳ خواهد رسید. این اولین خودروی برقی رولز-رویس خواهد بود و بر روی همان پلتفرم فانتوم و کولینان سوار خواهد شد. رولز-رویس اسپکتر بردی بیش از ۳۱۰ مایل (۵۰۰ کیلومتر) خواهد داشت. طراحی اسپکتر بسیار شبیه به رولز-رویس ریس کوپه امروزی است و همچنین دارای درهای خودکشی مشابه ریس است. اولین نمونه‌های اولیه دارای ضریب درگ فقط ۰٫۲۵ بودند که آن را به آیرودینامیک‌ترین شکل رولزرویس تبدیل کرد. انتظار می‌رود ضریب درگ طی پروتکل‌های آزمایشی محصول که در سال ۲۰۲۲ انجام شد، بهبود یابد. اسپکتر دارای روح خلسه‌ای بازطراحی شده خواهد بود، لباس‌های روان (اغلب با بال‌های کشیده اشتباه گرفته می‌شوند) برای ظاهری واقع گرایانه با حالتی پایین‌تر و پویاتر تغییر شکل می‌دهند که او را آیرودینامیک تر می‌کند. روح خلسه (مجسمه زینتی خودروهای رولز-رویس) جدید ۸۲٫۷۳ میلی‌متر (۳٫۳ اینچ) ارتفاع دارد، در مقایسه با ۱۰۰٫۰۱ میلی‌متر (۳٫۹ اینچ) مدل پیشین خود. این امر او را به نقاشی‌های اصلی که در سال‌های اولیه قرن بیستم انجام شده بود، نزدیک‌تر می‌کند. این تکرار از روح خلسه در تمام مدل‌های آینده پس از اسپکتر ظاهر می‌شود.

## تاریخچه

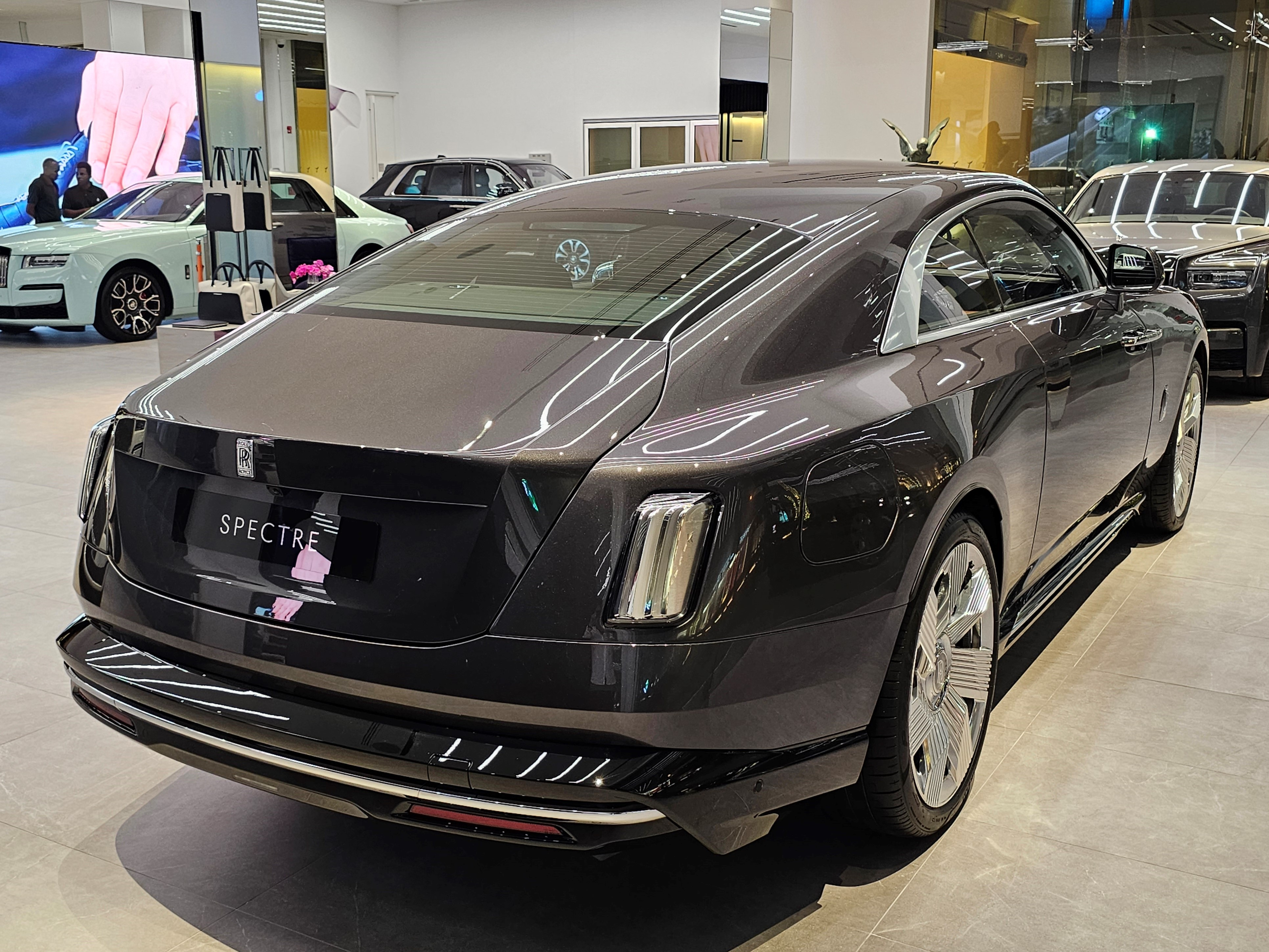

در سپتامبر ۲۰۲۱، رولز-رویس اسپکتر را معرفی کرد و تایید کرد که آزمایش آن آغاز شده‌است. در ۱۸ اکتبر ۲۰۲۲، مارک از طریق کانال‌های رسانه‌های اجتماعی خود از اسپکتر رونمایی کرد. اسپکتر از سنت دیرینه رولز-رویس پیروی می‌کند که به مدل‌های خود القاب ماوراء طبیعی می‌دهد.